# Now That We're Dead
Now That We're Dead è un singolo del gruppo musicale statunitense Metallica, pubblicato il 18 aprile 2017 come quarto estratto dal decimo album in studio Hardwired... to Self-Destruct.

## Descrizione
Terza traccia dell'album, il titolo originario del brano era Tin Shot. A differenza degli altri singoli tratti dal disco, distribuiti digitalmente, Now That We're Dead è stato l'unico ad essere stato reso disponibile unicamente per le stazioni radiofoniche statunitensi

## Video musicale
Il video, diretto dallo studio di fotografia Herring & Herring (gli stessi che hanno curato la copertina di Hardwired... to Self-Destruct), è stato reso disponibile il 17 novembre 2016 attraverso il canale YouTube del gruppo.
Un secondo video ufficiale è stato pubblicato il 31 maggio 2017 e contiene riprese tratte dal WorldWired Tour.

## Formazione
Gruppo
- James Hetfield – chitarra, voce
- Lars Ulrich – batteria
- Kirk Hammett – chitarra
- Robert Trujillo – basso

Produzione
- Greg Fidelman – produzione, registrazione, missaggio
- James Hetfield – produzione
- Lars Ulrich – produzione
- Mike Gillies – registrazione aggiuntiva
- Sara Lyn Killion – registrazione aggiuntiva, assistenza tecnica
- Dan Monti – editing digitale
- Jim Monti – editing digitale
- Jason Gossman – editing digitale
- Kent Matcke – assistenza tecnica
- Dave Collins – mastering

## Classifiche
| Classifica (2016-17)             | Posizione massima |
| -------------------------------- | ----------------- |
| Belgio (Fiandre)                 | 98                |
| Stati Uniti (mainstream rock)    | 2                 |
| Stati Uniti (rock & alternative) | 28                |
| Svezia                           | 69                |